# Polnische Badminton-Mannschaftsmeisterschaft 2022
Die Polnische Badminton-Mannschaftsmeisterschaft der Saison 2021/2022 gewann das Team von SKB Litpol-Malow Suwałki als Sieger der Play-offs. Es war die 49. Austragung der Titelkämpfe.

## Play-offs

### Halbfinale
- SKB Litpol-Malow Suwałki – UKS Hubal Białystok: 4-2
- ABRM Warszawa – Unia Bieruń: 4-2

### Spiel um Platz 3
- UKS Hubal Białystok – Unia Bieruń: 4-2

### Finale
- SKB Litpol-Malow Suwałki – ABRM Warszawa: 4-3

## Endstand
- 1. SKB Litpol-Malow Suwałki (Danylo Bosniuk, Robert Cybulski, Przemysław Szydlowski, Mateusz Świerczynski, Emil Holst, Ulyana Volskaya, Kamila Augustyn, Maria Ulitina, Aleksandra Goszczyńska, Karolina Szubert)
- 2. ABRM Warszawa (Kirsty Gilmour, Zuzanna Jankowska, Magdalena Świerczynska, Wiktor Trecki, Mateusz Dubowski, Miłosz Bochat, Bartosz Krajewski)
- 3. UKS Hubal Białystok (Polina Buhrova, Maryja Stoljarenko, Wojciech Szkudlarczyk, Paweł Śmilowski, Andrzej Niczyporuk, Maciej Poulakowski, Michał Rogalski)
- 4. Unia Bieruń (Karan Rajan Rajarajan, Iliyan Stoynov, Joanna Podedworny, Anna Czuchra, Jakub Melaniuk, Julia Piwowar)